# Sommerfelde
Sommerfelde is een plaats in de Duitse gemeente Eberswalde, deelstaat Brandenburg, en telt 438 inwoners (2006).